# Statue de Notre-Dame de Nazareth (Plancoët)

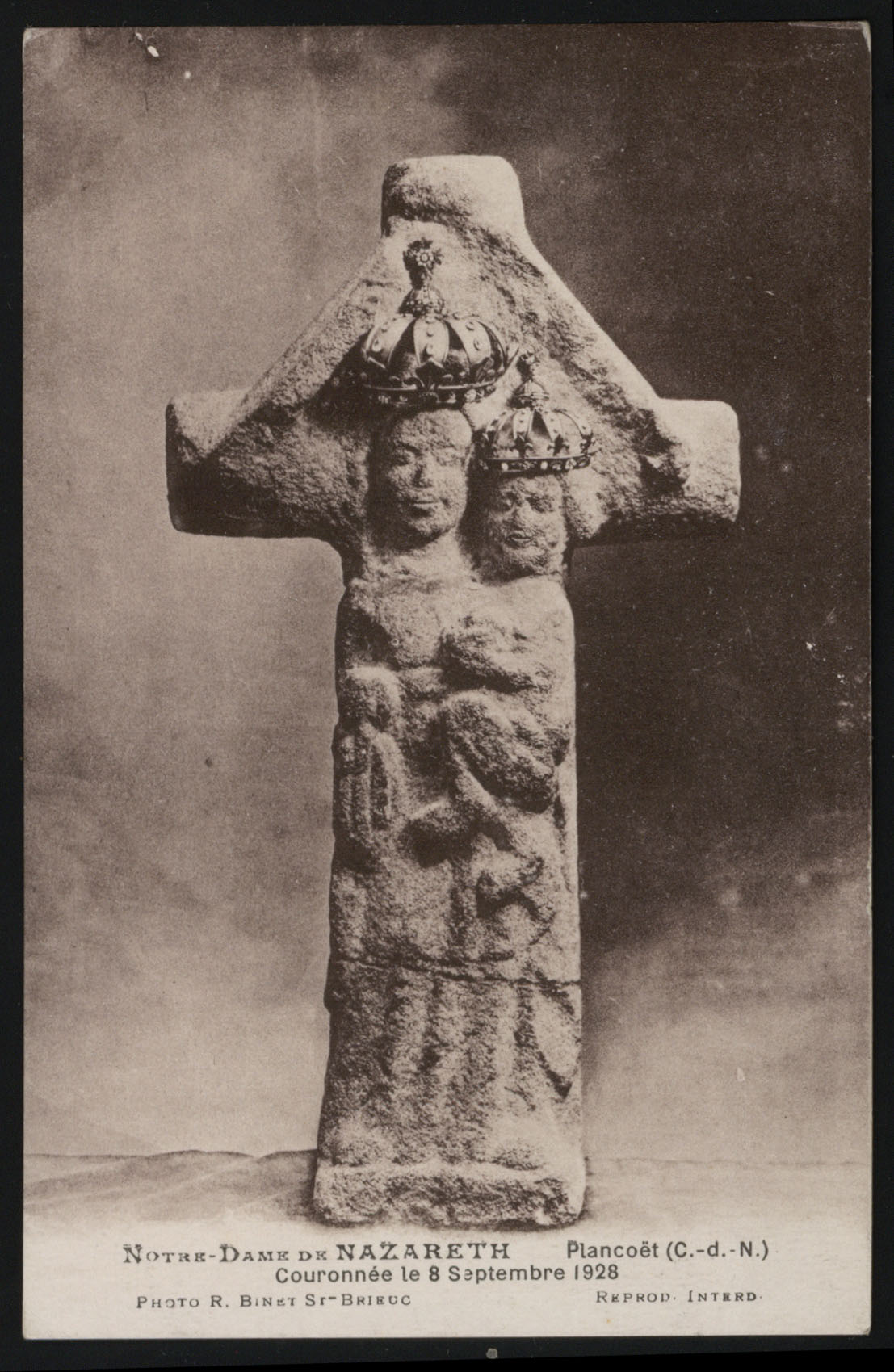
Statue de Notre-Dame de Nazareth

La statue de Notre-Dame de Nazareth de l'église Notre-Dame-de-Nazareth à Plancoët, une commune du département des Côtes-d'Armor dans la région Bretagne en France, date du XVIe siècle. La sculpture en granite est classée monument historique au titre d'objet depuis le 24 septembre 1956.

## Description
La statue a été trouvée en 1644 dans une fontaine en face de l'église, cette statue provient sans doute d'un calvaire. Elle est célèbre à cause du passage que lui a consacré François-René de Chateaubriand dans ses Mémoires d'outre-tombe.